# Швець Валерій Тимофійович
Валерій Тимофійович Швець (1949) — український фізик-теоретик, доктор фізико-математичних наук, професор, академік Академії наук вищої школи України, відмінник освіти України, за визначні досягнення у науковій і педагогічній діяльності нагороджений пам'ятним знаком Петра Могили (2014), за особистий внесок у розбудову Української Держави та утвердження Української Нації нагороджений почесною ювілейною відзнакою її провідника (2017).

## Життєпис
Валерій Швець:
- У 1949 році 6 травня народився у м. Гулбене, Латвія.
- У 1952 році родина переїхала у м. Огре, Латвія.
- У 1954 році родина переїхала в м. Балту Одеської області, Україна.
- У 1966 році закінчив Балтську середню школу № 2 із срібною медаллю.
- У 1971 році закінчив фізичний факультет Одеського національного університету за спеціальністю теоретична фізика з середнім балом атестату 4.75.
- У 1971—1973 роках працював учителем фізики у Балтському педагогічному училищі.
- У 1976 році закінчив аспірантуру на кафедрі теоретичної фізики Одеського національного університету.
- У 1977 році працював молодшим науковим співробітником на кафедрі фізичної електроніки Одеського національного університету.
- У 1978 році захистив кандидатську дисертацію у Київському національному університеті імені Тараса Григоровича Шевченка.
- У 1978—1980 роках працював старшим науковим співробітником в лабораторії теоретичної фізики Інституту фізики Одеського національного університету.
- У 1980—1989 роках працював доцентом кафедри вищої математики Одеської державної академії холоду.
- У 1990—1992 роках навчався у докторантурі в Інституті фізики конденсованих систем НАН України, м. Львів.
- У 1992 році захистив докторську дисертацію у Львівському національному університеті імені Івана Франка.
- У 1992—1997 роках працював професором кафедри прикладної математики Одеської державної академії холоду.
- У 1995—1997 роках працював деканом факультету базової освіти Одеської державної академії холоду.
- У 1997—2014 роках завідував кафедрою вищої математики Одеської державної академії холоду.
- У 2003—2005 роках працював проректором з навчально-методичної роботи Одеської державної академії холоду.
- У 2003—2014 роках був вченим секретарем Одеської державної академії холоду.
- У 2014—2023 роках працював професором кафедри фізико-математичних наук Одеського національного технологічного університету.

## Науковець
Наукометрія: Google Академія: https://scholar.google.ru/citations?user=ctEmFhkAAAAJ&hl=uk [Архівовано 3 жовтня 2021 у Wayback Machine.]
ORCID:https://orcid.org/0000-0003-1478-0506 [Архівовано 3 жовтня 2021 у Wayback Machine.]
Вже у школі визначились майбутні пріоритети Валерія Тимофійовича у царині точних наук. У десятому класі на районних олімпіадах з математики, фізики, хімії і географії з дванадцяти призових місць він зайняв чотири: 1 перше, одне друге і два третіх місця
Наукові інтереси: квантова механіка, квантова статистика, фізика невпорядкованих систем — метали, плазма, напівпровідники, екстремальний стан речовини, зокрема металізація при надвисоких температурах і тисках водню і гелію.
Першим науковим наставником, що найбільше позитивно вплинув на подальший життєвий шлях Валерія Тимофійовича, був Юрій Петрович Красний — доктор фізико-математичних наук, професор кафедри теоретичної фізики Одеського національного університету.
Автор 5 монографій, 7 навчальних посібників, близько 200 наукових публікацій та 200 громадсько-політичних.

## Наукова спадщина
1. Швець В. Т. Екстремальний стан речовини, Металізація газів. — Херсон: Видавництво Грінь. — 2016, 272 с. https://card-file.onaft.edu.ua/bitstream/123456789/17776/1/000815A.pdf [Архівовано 14 вересня 2021 у Wayback Machine.]
2. Швець В. Т. , Козицький С. В. Металізація водню і гелію. — Одеса: Одеська національна морська академія. — 2013, 214 с.
3. Якибчук П. М., Швець В. Т. Модельні методи у фізиці металів. — Львів: Львівський національний університет ім. І. Франка. — 2012, 480 с.
4. Швець В. Т. Фізика невпорядкованих металів. — Одеса: Маяк. 2007. — 500 с.
5. Швець В. Т. Метод функцій Гріна в теорії металів. — Одеса: Латстар, — 2002, 400 с. https://card-file.onaft.edu.ua/bitstream/123456789/17899/1/Method_Green.pdf [Архівовано 14 вересня 2021 у Wayback Machine.]
6. Швець В. Т. Україна — це ми. — Одеса: ВМВ. — 2014, 120 с.
7. Швець В. Т. Вища математика: теорія функцій комплексної змінної. — Одеса: ВМВ. — 2014, 236 с. https://card-file.onaft.edu.ua/bitstream/123456789/17890/1/724-A.pdf [Архівовано 14 вересня 2021 у Wayback Machine.]
8. Швець В. Т. Вища математика: операційне числення. — Херсон: Видавництво Грінь. — 2015, 228 с. https://card-file.onaft.edu.ua/bitstream/123456789/4153/3/723-A.pdf [Архівовано 14 вересня 2021 у Wayback Machine.]
9. Швець В. Т. Математичні методи та моделі. — Херсон: Видавництво Грінь. — 2017, 334 с. https://card-file.onaft.edu.ua/bitstream/123456789/4152/3/722-A.pdf [Архівовано 14 вересня 2021 у Wayback Machine.]
10. Швець В. Т. Теорія ймовірностей і математична статистика. — Одеса: ВМВ. — 2014, 200 с. https://card-file.onaft.edu.ua/bitstream/123456789/17874/3/000804A.pdf [Архівовано 14 вересня 2021 у Wayback Machine.]

## Громадська діяльність
В середині 1990-х очолював Одеську обласну організацію Народного Руху України, видавав газету «РУХ». Член проводу Одеської обласної організації Народного Руху України у 1993—2002 роках.
Активно друкується у громадсько-політичних виданнях України: Чорноморські новини https://chornomorka.com, Народний оглядач https://www.ar25.org/blog/valeriy-shvec, Слово Просвіти slovoprosvity.org, Контраст http://www.kontrast.org.ua, Нація і держава, Lemkivshchyna (USA), Літературна Україна, Борисфен Інтел http://bintel.com.ua, а також
- Розплата за поразку. День https://day.kyiv.ua/uk/article/ukrayina-incognita/rozplata-za-porazku,
- Енергетична безпека України — в чому вона? Дзеркало тижня https://zn.ua/energy_market/energeticheskaya_bezopasnost_ukrainy__v_chem_ona.html
- Рабство ХХ століття. Українське село у Другій світовій війні. День https://day.kyiv.ua/uk/article/ukrayina-incognita/rabstvo-hh-stolittya,
- Морок над Росією. Свобода (USA) https://www.svoboda-news.com/arxiv/pdf/2014/Svoboda-2014-14.pdf,
- Четверта російсько-українська війна. Свобода (USA) https://www.svoboda-news.com/arxiv/pdf/2014/Svoboda-2014-32.pdf,
- Що далі? Свобода (USA) https://www.svoboda-news.com/arxiv/pdf/2015/Svoboda-2015-36.pdf,
- Голод мав знищити всіх українців. SVOBODA (USA) Vol. 127, No. 45, FRIDAY, NOVEMBER 6, 2020 153—207

та інших виданнях.

## Захоплення
У першому класі середньої школи почав навчатись грі на фортепіано, а далі на акордеоні. Гра на цих інструментах стала важливою складовою всього життя. Іншим захоплення стала художня, історична, філософська, науково-популярна література.

## Родина
Батько — Швець Тимофій Петрович (2.05.1921 — 28.03.1978), місце народження — село Мошняги на півночі Одещини. У 1935-36 роках навчання у фабрично-заводському училищі при заводі сільськогосподарського машинобудування у м. Одесі, 1937-38 роки робота електриком на тому ж заводі, 1938-48 служба в армії, після демобілізації служба в міліції. На пенсію вийшов з посади начальника Балтського райвідділу міліції.
Мати — Мясківська Ольга Василівна (23.1927 — 8.04.2003), місце народження — село Мошняги. У 1946-47 роках навчання в Балтському педагогічному училищі, до виходу на пенсію працювала вчителькою у початкових класах.
У 1933 році і батько і мати пухли з голоду, родина батька втратила декількох дітей.

## Блоги
- https://valeriyshvec.blogspot.com/ [Архівовано 7 березня 2018 у Wayback Machine.]
- http://narod.i.ua/user/7624238/ [Архівовано 10 серпня 2020 у Wayback Machine.]
- https://www.ar25.org/blog/valeriy-shvec [Архівовано 21 квітня 2018 у Wayback Machine.]